# لیف اریکسون (بازیکن فوتبال)
لیف اریکسون (سوئدی: Leif Eriksson؛ زادهٔ ۲۰ مارس ۱۹۴۲) بازیکن فوتبال اهل سوئد بود.
از باشگاه‌هایی که در آن بازی کرده‌است می‌توان به باشگاه فوتبال سیریوس، باشگاه فوتبال کن، باشگاه فوتبال دیورگاردن، و باشگاه فوتبال نیس اشاره کرد.
وی همچنین در تیم‌های ملی فوتبال زیر ۱۸ سال سوئد, زیر ۲۳ سال سوئد, سوئد بی و سوئد بازی کرده‌است.